# Bitva o Khe Sanh
Bitva o Khe Sanh bylo vojenské střetnutí mezi Američany a Jihovietnamci na jedné straně a Severovietnamci a Vietkongem na straně druhé během války ve Vietnamu. Šlo o čtyřměsíční obléhání základny americké námořní pěchoty v Khe Sanh v provincii Quang Tri. Ta byla jedna z klíčových základen, která už několik měsíců strážila oblast těsně pod demilitarizovanou zónou mezi Severním a Jižním Vietnamem. Severovietnamská armáda ji už několikrát napadla ve snaze získat kontrolu nad silnicemi vedoucími na jih a východ.
Severovietnamský generál Võ Nguyên Giáp rozhodl o definitivním dobytím základny, jež mělo začít počátkem roku 1968. Mělo se také jednat o odvedení pozornosti Američanů od oblastí na jihu, kam měla těsně po útoku na Khe Sanh směřovat nová severovietnamská ofenzíva, později známá jako ofenzíva Tet. Giap zvolil prakticky stejnou taktiku s jakou porazil Francouze v bitvě u Dien Bien Phu v roce 1954.
Do té doby nejrozsáhlejší severovietnamský útok začal mohutným ostřelováním 21. ledna 1968. Celé čtyři měsíce se Severovietnamci snažili ovládnout nebo aspoň silně poničit americkou základnu. Díky udržování letiště však Američané mohli pravidelně posílat do obležené základny zásoby i vojáky. Američané se navíc mohli opřít o svou jednoznačnou vzdušnou převahu. Brzy po útoku začalo masivní letecké bombardování Giapových výchozích pozic. Na základnu útočily celkem dvě severovietnamské divize (304. a 325.) o síle asi 17 tisíc mužů. Američané zase navýšili obranu základny z jednoho praporu na dva pluky (asi 6 tisíc mužů).
Na začátku dubna zahájili Američané operaci Pegasus jejímž výsledkem bylo prolomení obklíčení zvenčí. Do operace bylo zapojeno asi 20 tisíc mužů – skoro polovina všech amerických bojových jednotek ve Vietnamu. Během operace Američané a jejich spojenci utrpěli ztráty 703 padlých, 2642 raněných a 7 nezvěstných. Severovietnamské ztráty byly odhadovány na 5000 mrtvých, 13 Vietnamců bylo zajato.
Po prolomení obklíčení Američané okamžitě zahájili operaci Scotland II – pronásledování vietnamských jednotek v oblasti. Přitom utrpěli skoro dvojnásobné ztráty, než v době obležení Khe Sanhu. Protože však po ofenzivě Tet bylo urychleno stahování amerických jednotek z Vietnamu, koncem června 1968 byla zahájena evakuace posádky Khe Sanh a 15. července 1968 základnu ovládli vojáci Severního Vietnamu.
Výsledek bitvy je dodnes sporný[zdroj?], neboť obě strany si nárokují vítězství.[zdroj?] Především není zcela jasné, jaký byl strategický záměr Severního Vietnamu, zda dobytí základny a otevření cesty na jih; odlákání pozornosti protivníka od ofenzivy Tet, nebo jenom zajištění pohraniční oblasti před možným americkým útokem na Severní Vietnam. Zatímco americké velení zdůrazňovalo, že Vietnamcům se nepodařilo zopakovat úspěch Dien Bien Phu, pro vietnamskou stranu je rozhodující, že se podařilo odlákat významné americké síly od hlavního města Saigonu a skutečnost, že základna nakonec padla do jejích rukou.